# Medaille voor de Derde Verjaardag van de Grote Socialistische Oktober Revolutie
De Medaille voor de Derde Verjaardag van de Grote Socialistische Oktober Revolutie, (Russisch: "Медаль 3-я годовщина Великой Октябрьской социалистической революции"; "Medal 3-ja godovshchina Velikoj Oktjabr'skoj sotsialisticheskoj revoljutsii"), werd in oktober 1920 ingesteld. Het was een onderscheiding van de Russische Socialistische Federatieve Sovjetrepubliek.
Men vierde in de door de Sovjets beheerste gebieden de oktoberrevolutie die de eerste democratische Russische regering van Aleksandr Kerenski ten val bracht en verving door een communistische dictatuur uitbundig. 
Deze herinneringsmedaille werd geen deel van de onderscheidingen van de Sovjet-Unie. Er werden 3000 zilveren en 400 bronzen medailles uitgereikt.